# Joda (Odisha)
Joda es una ciudad y municipio situada en el distrito de Kendujhar en el estado de Odisha (India). Su población es de 46631 habitantes (2011). Se encuentra a  200 km de Cuttack y a 218 km de Bhubaneswar.

## Demografía
Según el censo de 2011 la población de Joda era de 46631 habitantes, de los cuales 23951 eran hombres y 22680 eran mujeres. Joda tiene una tasa media de alfabetización del 72,16%, inferior a la media estatal del 72,87: la alfabetización masculina es del 80,91%, y la alfabetización femenina del 62,88%. 